# Lorenzo James Henrie

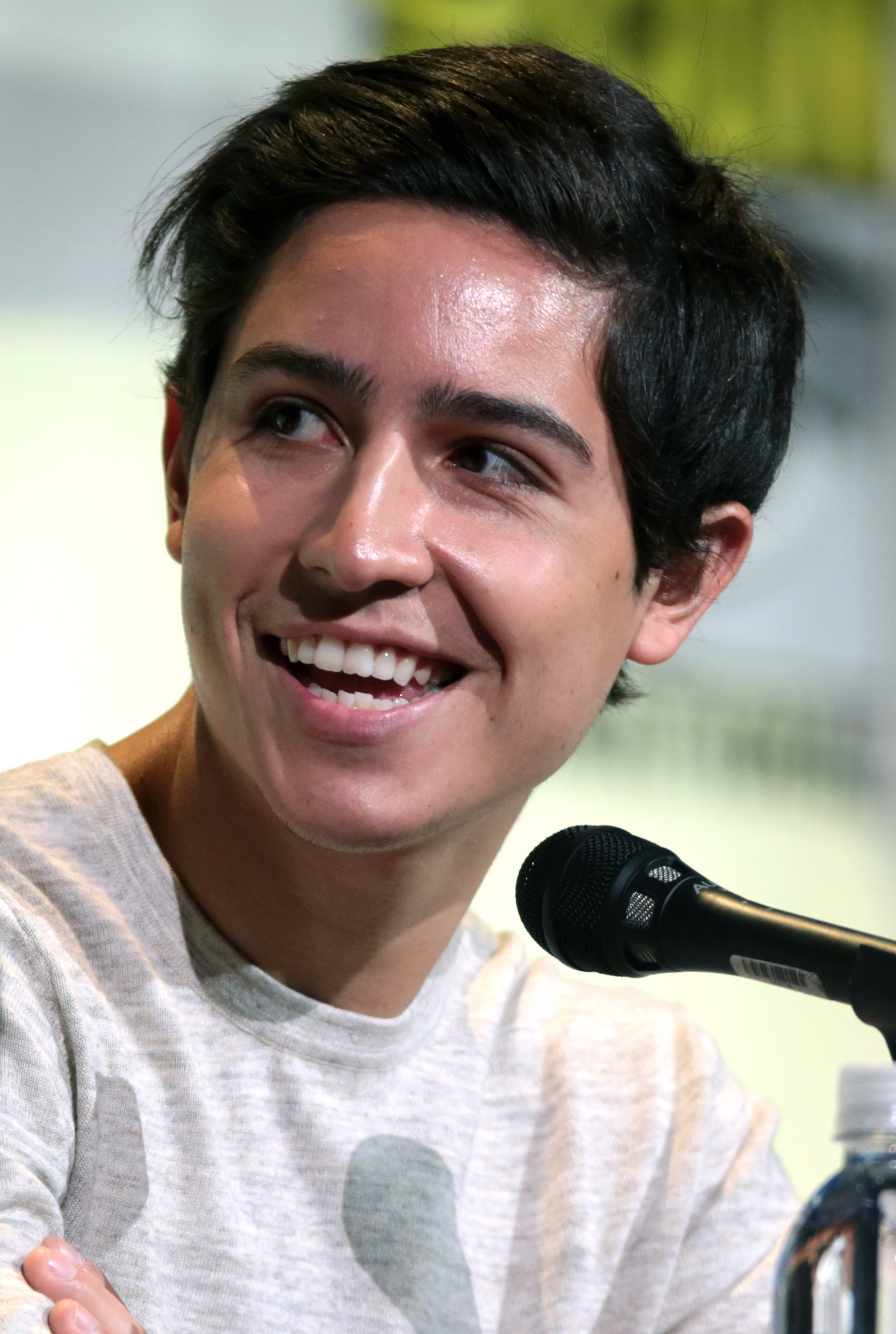
Lorenzo James Henrie auf der San Diego Comic Con (2016)

Lorenzo James Henrie, auch James Henrie (* 29. Juni 1993 in Phoenix, Arizona), ist ein US-amerikanischer Schauspieler in Film und Fernsehen. Er spielte Rollen in Filmen wie Arizona Summer, Star Trek, Riding 79 oder Der Kaufhaus Cop 2. Darüber hinaus wurde er in der Rolle des Chris in der AMC-Produktion Fear the Walking Dead besetzt.

## Leben
Lorenzo James Henrie wurde 1993 als Sohn von Linda und Jim Henrie geboren. Sein vier Jahre älterer Bruder ist der Schauspieler David Henrie. Aufgewachsen in Phoenix im Bundesstaat Arizona zog die Familie 1999 nach Kalifornien, dort begann Lorenzo James Henrie seine Schauspielkarriere im Alter von acht Jahren. Sein Spielfilmdebüt gab er im Jahr 2004 unter der Regie von Joey Travolta in der Rolle des Jerry in der Familienkomödie Arizona Summer für die er eine Nominierung für den Young Artist Award erhielt. Die nächste Kinorolle spielte er 2009 in J. J. Abrams Kinoversion von Star Trek als vulkanischer Raufbold. Im Jahr 2014 verkörperte er die jugendliche Hauptrolle in Karola Hawks Abenteuerkomödie Riding 79. 2015 spielte er eine kleine Gastrolle in der Fortsetzung der Kevin-James-Komödie Der Kaufhaus Cop 2 an der Seite von seinem Bruder David.
Neben seiner Tätigkeit beim Film trat er auch in Episoden verschiedener Fernsehserien auf, darunter in Malcolm mittendrin, Eine himmlische Familie, Ghost Whisperer – Stimmen aus dem Jenseits, Cold Case – Kein Opfer ist je vergessen, CSI: Miami oder Navy CIS: L.A. 2015 bekam er den Part des Jugendlichen Chris in der AMC-Produktion Fear the Walking Dead, einem Spin-off der Erfolgsserie The Walking Dead.

## Filmografie (Auswahl)

### Filme
- 2004: Arizona Summer
- 2009: Star Trek
- 2010: Almost Kings
- 2014: An American Education (Fernsehfilm)
- 2015: Der Kaufhaus Cop 2 (Paul Blart: Mall Cop 2)
- 2016: Riding 79
- 2016: Warrior Road
- 2019: Only Mine
- 2020: This Is the Year

### Serien
- 2004: Malcolm mittendrin (Malcolm in the Middle, Episode 5x08)
- 2004: Eine himmlische Familie (7th Heaven, 6 Episoden)
- 2004: LAX (Episode 1x02)
- 2005: Ghost Whisperer – Stimmen aus dem Jenseits (Ghost Whisperer, Episode 1x05)
- 2005: Wanted (Episode 1x12)
- 2006: Cold Case – Kein Opfer ist je vergessen (Cold Case, Episoden 4x06–4x07)
- 2007: CSI: Miami (Episode 5x16)
- 2010: Navy CIS: L.A. (NCIS: Los Angeles, Episode 2x05)
- 2015–2016: Fear the Walking Dead (16 Episoden)
- 2016: Marvel’s Agents of S.H.I.E.L.D. (4 Episoden)
- 2018: Kevin Can Wait (Fernsehserie, 1 Episode)